# Solenoptera intermedia
Solenoptera intermedia är en skalbaggsart som beskrevs av Charles Joseph Gahan 1890. Solenoptera intermedia ingår i släktet Solenoptera och familjen långhorningar. Inga underarter finns listade i Catalogue of Life.